# 中国戏曲学会
中国戏曲学会是中华人民共和国戏曲研究工作者组成的社会团体，1987年4月28日在北京市成立，由中华人民共和国文化和旅游部主管。